# Santa Colomba de Curueño
Santa Colomba de Curueño è un comune spagnolo di 642 abitanti situato nella comunità autonoma di Castiglia e León.